# Bad Hall
Bad Hall este un oraș-stațiune balneară cu 4.793 de locuitori situat în districtul Steyr-Land, Traunviertel, Austria Superioară.